# آلبونعیم
آلبونعیم، روستایی از توابع بخش مرکزی شهرستان شادگان در استان خوزستان ایران است.این روستا محل پمپاژ شهید ابراهیم همت و شرکت بهره برداری سد مارون وهمچنین اداره آبیاری شادگان میباشد.نام این روستا از نعیم بن دریس جد عشیره البونعیم گرفته شده است.

## جمعیت
این روستا در دهستان حسینی قرار دارد و براساس سرشماری مرکز آمار ایران در سال ۱۳۸۵، جمعیت آن ۲۵۹ نفر (۴۴خانوار) بوده‌است.ساكنين روستا به زبان عربي تكلم مي كنند.

## نامگذاري
نام روستا أز عشيره البونعيم گرفته شده است.ساكنين روستا أز همين عشيره هستند.